# Фенстербах
Фенстербах (њем. Fensterbach) општина је у њемачкој савезној држави Баварска. Једно је од 33 општинска средишта округа Швандорф. Према процјени из 2010. у општини је живјело 2.412 становника. Посједује регионалну шифру (AGS) 9376125.

## Географски и демографски подаци
Фенстербах се налази у савезној држави Баварска у округу Швандорф. Општина се налази на надморској висини од 390 метара. Површина општине износи 26,8 km². У самом мјесту је, према процјени из 2010. године, живјело 2.412 становника. Просјечна густина становништва износи 90 становника/km².